# Čím
Čím è un comune della Repubblica Ceca facente parte del distretto di Příbram, in Boemia Centrale.

## Monumenti e luoghi d'interesse
- Castello di Čím, demolito nel 1959. Su sito sono presenti pochi resti, come le cantine e il pozzo originali.